# Grégoire Ier de Naples
Grégoire Ier de Naples, duc de Naples pendant 15 ans et 15 jours de 740 à 755.

## Biographie
Grégoire Ier , « voisin de Matrona » ,Hypatos et Spathaire impérial,  est un fonctionnaire de l'Empire byzantin et à  ce titre le dernier duc de Naples à être nommé directement par le pouvoir impérial. Son successeur Étienne II de Naples qui lui est vraisemblablement apparenté de manière indirecte, nommé à son tour bénéficiera d'une certaine autonomie et cherchera à rendre sa fonction héréditaire.

## Source
- (it) Enciclopedia Treccani: GregorioI duca-di-Napoli